# Holcorhinini
Holcorhinini es una tribu de insectos coleópteros curculiónidos pertenecientes a la subfamilia Entiminae.  

## Géneros
- Acoenopsimorphus – Atoporhynchus – Chiloneonasus – Coenopsimorphus – Cyclobarus – Cyclomaurus – Cycloptochus – Cyrtolepus – Eptacus – Euplatinus – Holcophloeus – Holcorhinus – Nucterocephalus – Paracyclomaurus – Periteloneus – Pimelorrhinas – Ritelepus